# Zoborožec běloprsý
Zoborožec běloprsý (Rhyticeros subruficollis) je druh zoborožce, který se vyskytuje od jižního Myanmaru po střední část Malajského poloostrova.  

## Systematika
Zoborožce běloprsého formálně popsal v roce 1843 anglický zoolog Edward Blyth. Druhové jméno subruficollis pochází z latinského sub („při“) a ruficollis, což odkazuje k zoborožci guinejskému, resp. jeho poddruhu z Nové Guineje a Severních Moluk s vědeckým názvem R. p. ruficollis (Vieillot, 1816). Latinské subrufus zároveň znamená „načervenalý“ a -collis znamená „krký“. Druh byl původně řazen do rodu Aceros, avšak moderní taxonomie jej zařazuje do rodu Rhyticeros. Jedná se o monotypický taxon.

## Výskyt
Vyskytuje se v jihovýchodním Myanmaru, západním a jižním Thajsku a severní oblasti pevninské Malajsie. Stanoviště druhu tvoří smíšené opadavé, suché i vlhké stálezelené lesy. Preferuje nížiny, avšak může se objevovat i v kopcovitějších oblastech do 1000 m n. m. Celkový počet dospělých zoborožců běloprsých se v roce 2001 odhadoval na 1500–7000 jedinců.

## Popis
Tento 65–70 cm vysoký zoborožec má černě zbarvené tělo a křídla. Samec má korunku a šíji tmavě rezavou, přední stranu krku a horní část hrudi krémovou. Ocas je bílý. Dlouhý bledě žlutý zobák má hnědočerný kořen, na horní čelisti je posazena nízká přilbice, která je silně zvrásněná. Neopeřená kůže kolem očí je červenofialová, hrdlo je žluté. Oči jsou oranžovočervené, nohy zepředu černé a zezadu šedé. Samice se liší hlavně zbarvením hlavy a krku, které je černé jako zbytek těla. Neopeřená oblast kolem očí samice je bledě růžová, kůže na hrdle modrá a oči jsou tmavě oranžovohnědé.
Zoborořec běloprsý je vzhledem velmi podobný zoborožci střapatému (Rhyticeros undulatus), od kterého se odlišuje menší velikostí.

## Biologie

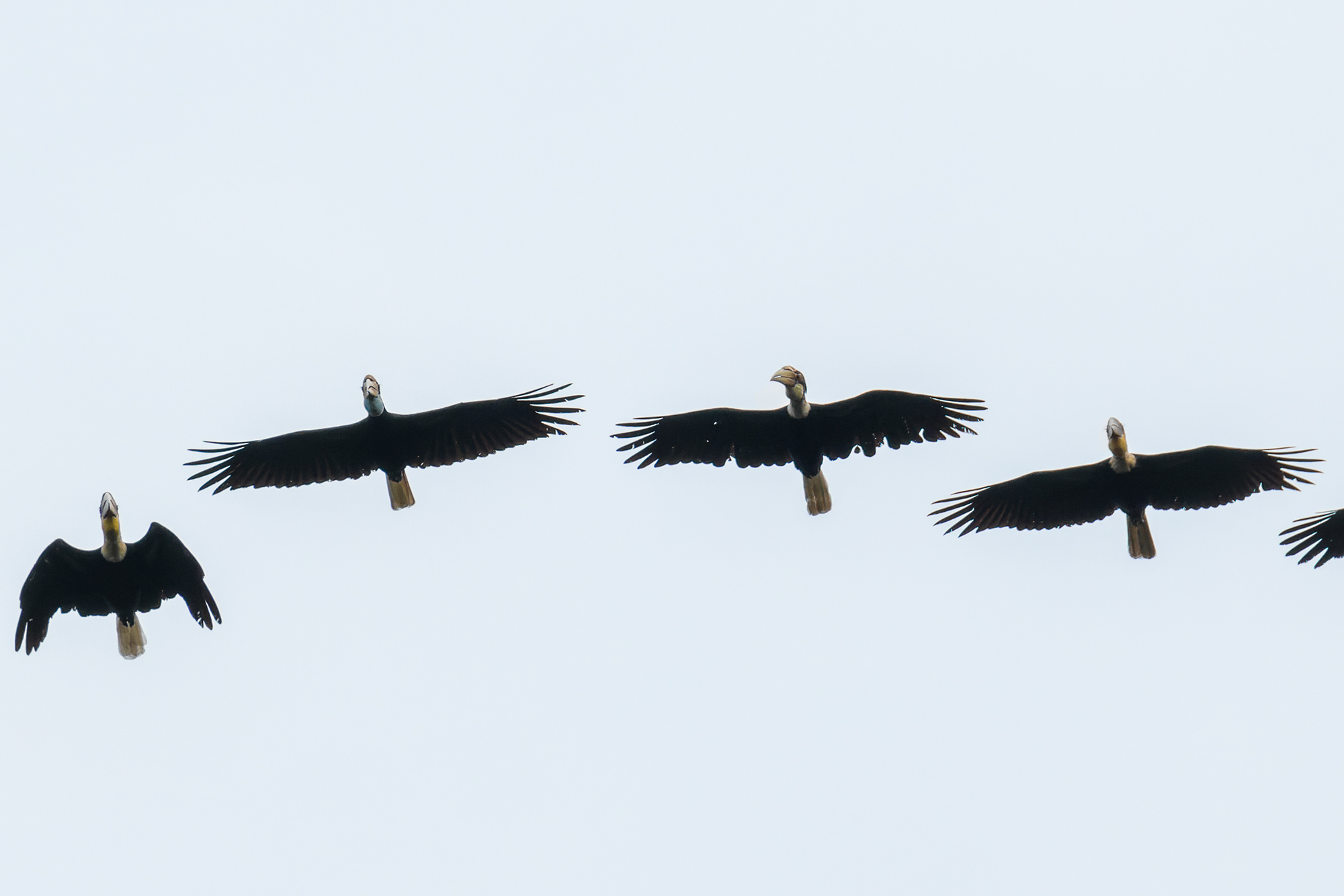
Hejno zoborožců běloprsých v letu

Živí se převážně ovocem, jídelníček si zpestřuje i menšími živočichy. Krmí se převážně v korunách stromů, vzácněji i na zemi. Zoborožec běloprsý se s oblibou sdružuje do velkých hejn, která lze nezřídka pozorovat při přeletech mezi krmišti a hřadovišti. Hnízdí vysoko v dutinách stromů, přičemž v Thajsku bylo vypozorováno, že až 90 % hnízd se nachází v dutinách vydlabaných datlovitými ptáky, zvláště datlem břidlicovým (Mulleripicus pulverulentus). Doba hnízdění trvá od ledna až do července. Hnízdí na vzrostlých stromech, často Tetrameles nudiflora z řádu tykvotvaré. Počátkem doby hnízdění se samice zazdí na hnízdě směsí bláta a trusu. Snáší 1–2, někdy i 3 vejce, která poté inkubuje, zatímco samec ji přes otvor ve vystavěné zídce předává potravu. V Thajsku trval hnízdní cyklus v průměru 115 dní (interval 98–146).

## Ohrožení
Mezinárodní svaz ochrany přírody (IUCN) ve své vyhodnocující zprávě o stavu populace z roku 2017 považuje zoborožce běloprsého za zranitelný druh. Početnost zoborožce je totiž na poměrně rychlém ústupu vlivem lovu a odlesňování, tzn. rychlého úbytku přirozených stanovišť. Problémem je hlavně tendence druhu sdružovat se do hejn, čehož mohou lovci snadno zneužít. K lovu dochází hlavně v Thajsku a Myanmaru.